# Fetauimalemau Matāʻafa

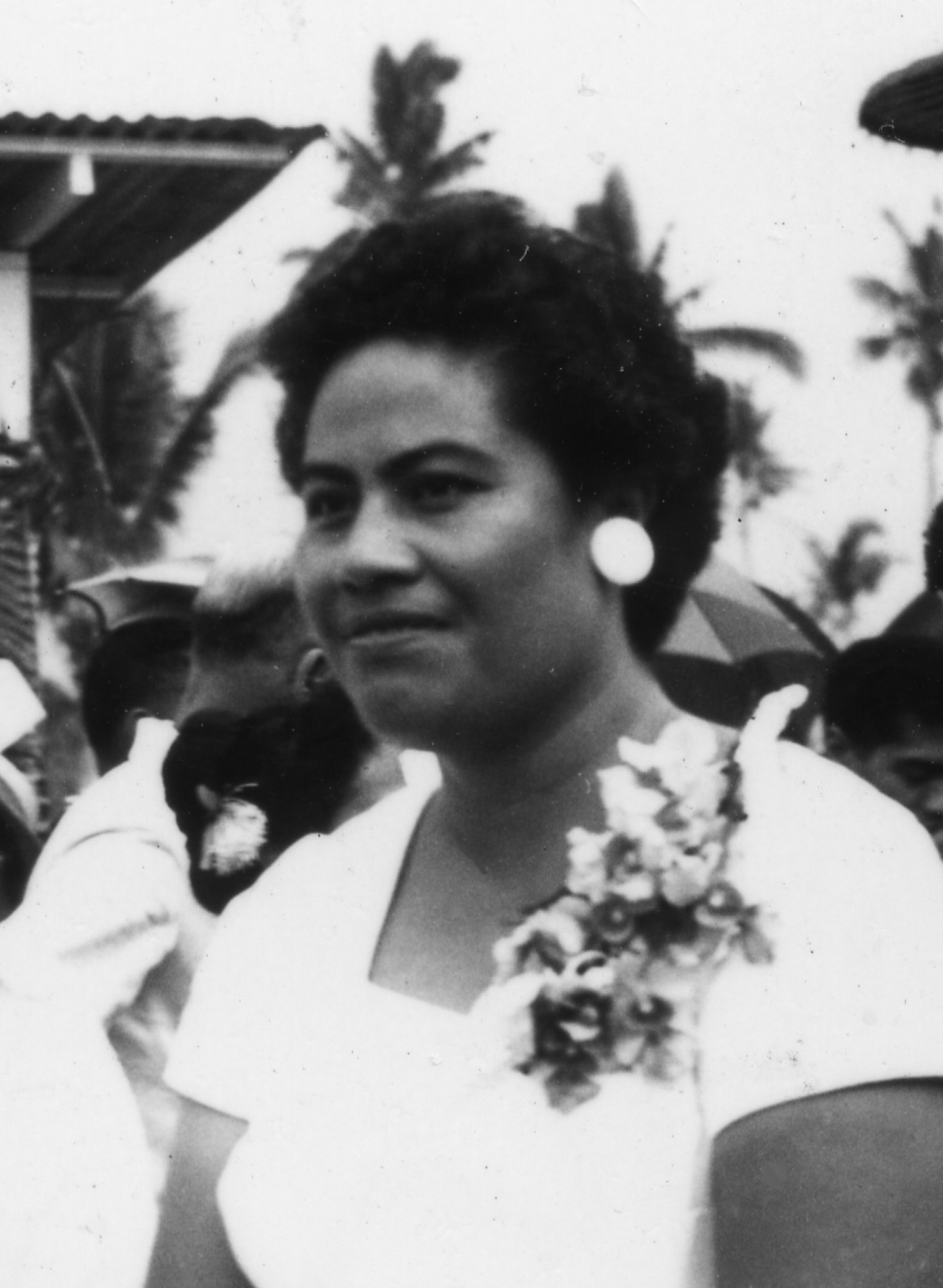
Fetaui Matāʻafa (1962)

Masiofo Laʻulu Fetauimalemau Matāʻafa (auch Fetaui Matāʻafa, * 23. Juni 1928 in Western Samoa Trust Territory; † 19. November 2007 in Samoa) war eine samoanische Politikerin und Hochkommissarin in Neuseeland.

## Leben
Fetauimalemau Matāʻafa war die Tochter von Le Mamea Matatumua Ata, der zu den Schöpfern der samoanischen Verfassung gehört. Fetauimalemau bedeutet „Zeugin des Kampfes“, sie wurde während der Zeit der zweiten Mau-Unabhängigkeitsbewegung geboren.
Nach einer Ausbildung in Samoa und Neuseeland unterrichtete Fetaui Matāʻafa am Samoa College, der führenden staatlichen Schule des Landes. Als ihr Ehemann Matāʻafa Mulinuʻu 1959 Premierminister wurde, gab sie ihren Beruf auf und engagierte sich im öffentlichen und kirchlichen Leben. Von 1970 bis 1976 war sie Prokanzlerin und Vorsitzende des Beirats der neu gegründeten University of the South Pacific in Suva, Fidschi.
Als ihr Ehemann 1975 unerwartet im Amt starb, kandidierte Fetaui Matāʻafa für seinen Sitz in der gesetzgebenden Versammlung. Nach einer weiteren Wahlperiode zog sie sich 1982 vom Amt zurück und legte den Schwerpunkt auf ihre Präsidentschaft im Samoa National Council of Women. Sie widmete sich Frauenfragen und dem Kampf um die Gleichberechtigung. Ihr Engagement erstreckte sich über die Landesgrenzen auf die pazifische Region. Viele ihrer Anliegen waren zum Zeitpunkt ihres Todes selbstverständlich geworden.
Im Jahr 1990 wurde Fetauimalemau Matāʻafa zur Hochkommissarin von Samoa in Neuseeland ernannt und diente dort bis 1997.

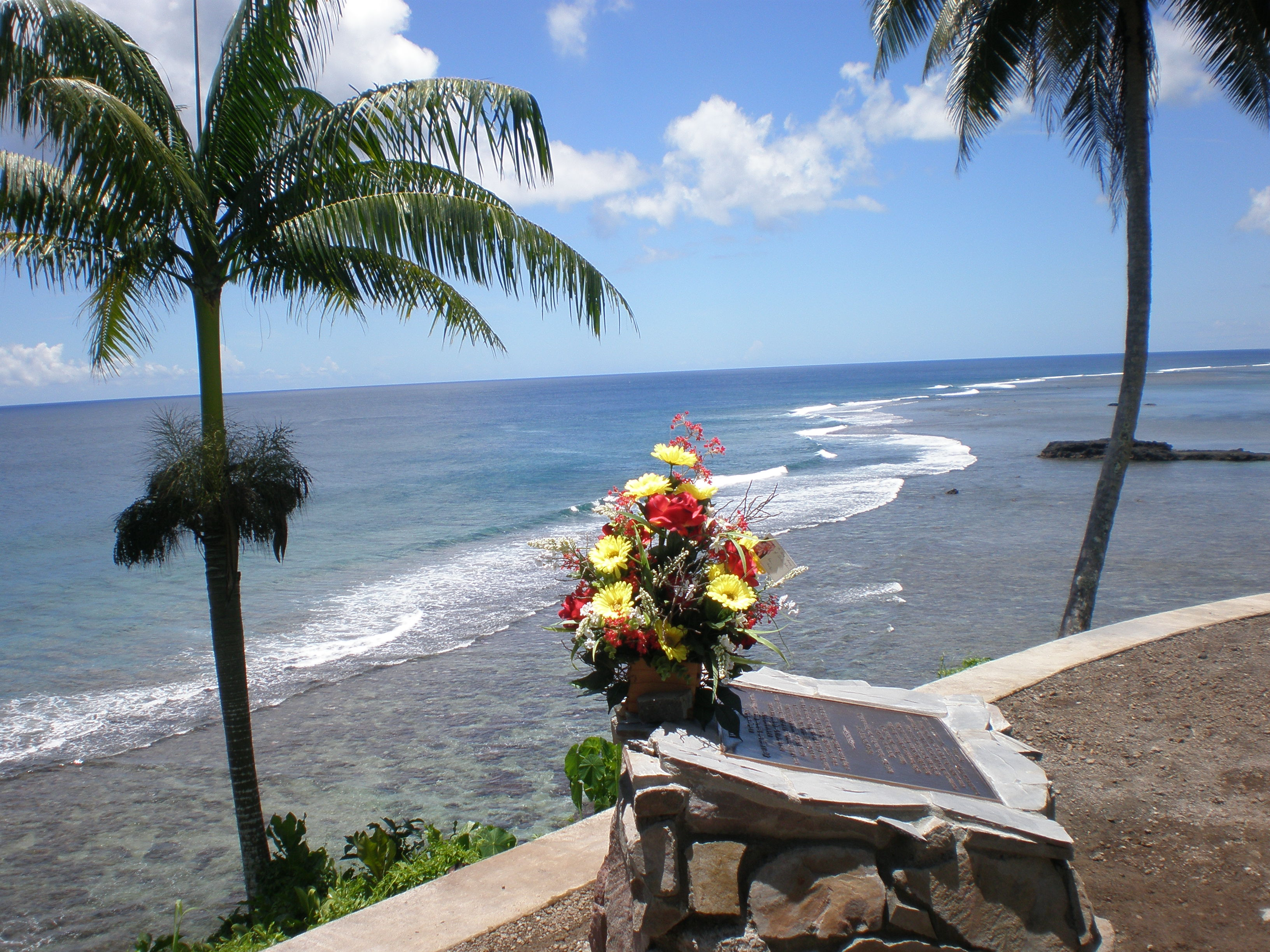
Grab in Lotofaga

Fetaui Matāʻafa erhielt 1976 die Würde einer Ehrendoktorin der Victoria University in Neuseeland. Der erste juristische Ehrendoktor der University of the South Pacific wurde ihr 2005 verliehen, ein weiterer der National University of Samoa folgte 2007. Sie erhielt den Orden von Tiafau, die höchste Auszeichnung des Landes.
Ihre Tochter Naomi Matāʻafa (* 1957) folgte ihr als Abgeordnete und wurde 2016 erste stellvertretende und im Mai 2021 erste Premierministerin Samoas.